# Ruta de Rhode Island 121
La Ruta de Rhode Island 121, y abreviada R.I. 121 (en inglés: Rhode Island Route 121) es una carretera estatal estadounidense ubicada en el estado de Rhode Island. La carretera inicia en el Oeste desde la Ruta 114     en Cumberland hacia el Este en la Ruta 1A     en Wrentham, Massachusetts. La carretera tiene una longitud de 1,8 km (1.1 mi).

## Historia
La Ruta desde Woonsocket a Wrentham se le asignó Ruta 142 a principio de 1920 cuando los estados de Nueva Inglaterra empezaron a renumerar sus carreteras. La Ruta 142 tenía una longitud de 11 millas (17,7 km) entre la Ruta 122 a la actual Ruta 1A (después designada U.S. Route 1).
Alrededor de 1933, toda la ruta (en Rhode Island y Massachusetts) fue renumerada a Ruta 11 y su extremo norte fue extendido a Dedham a lo largo de la antigua Ruta 1 (actual Ruta 1A) cuando la Ruta 1 fue realineada. La Ruta 11 fue renumerada a la Ruta 1A..

## Mantenimiento
Al igual que las autopistas interestatales, y las rutas federales y el resto de carreteras estatales, la Ruta de Rhode Island 121 es administrada y mantenida por el Departamento de Transporte de Rhode Island por sus siglas en inglés RIDOT.

## Cruces
La Ruta de Rhode Island 121 es atravesada principalmente por la Sumner Brown Road.